# Djadjidouna
Djadjidouna (auch: Djadjidouma, Djadji Douna, Djadji Dounakania, Dja-Douma, Djajidouna, Djaji Douna, Djaji Dounakanta, Jajidouna, Jajiduna) ist ein Dorf in der Stadtgemeinde Tanout in Niger.

## Geographie
Das von einem traditionellen Ortsvorsteher (chef traditionnel) geleitete Dorf liegt in der Landschaft Damergou, etwa 18 Kilometer südöstlich des Stadtzentrums von Tanout, der Hauptstadt des gleichnamigen Departements Tanout in der Region Zinder. Zu den größeren Dörfern in der Umgebung von Djadjidouna zählt das rund 10 Kilometer entfernte Bani Walki im Süden.
Djadjidouna ist Teil der Übergangszone zwischen Sahara und Sahel. Die durchschnittliche jährliche Niederschlagsmenge beträgt hier zwischen 200 und 300 mm.

## Geschichte
Der Name des Orts ist zugleich der Name seines Gründers. Djadjidouna befand sich an der Hauptroute des im 15. Jahrhundert einsetzenden Transsaharahandels zwischen Tripolitanien im Norden und den großen Hausa-Städten im Süden. Die Route führte von Tripolis über Ghadames, Ghat, Agadez, Djadjidouna und Zinder nach Katsina und Kano. An der Wende vom 19. zum 20. Jahrhundert hatte Djadjidouna etwa 1500 Einwohner. Der Ort wurde von einem Mann namens Denda beherrscht, der sich selbst als „Emir“ von Djadjidouna bezeichnete. Die sufistische Bruderschaft der Sanusiya aus Wadai schuf im Ort einen Außenposten und ließ 1899 eine von den Durchreisenden stark frequentierte Moschee errichten.

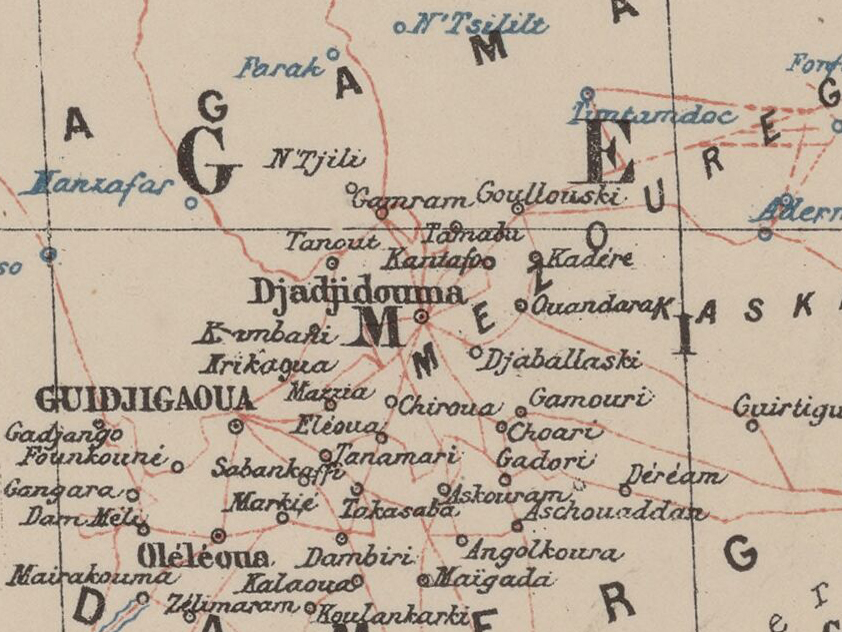
Ausschnitt einer Karte von 1903 mit Djadjidouna (Djadjidouma) im Zentrum

Frankreich wandte sich 1901 bei seiner Besetzung der späteren Kolonie Niger dem Damergou zu. Henri Gaden richtete im Mai 1901 den ersten französischen Posten im Damergou im zentral gelegenen Dorf Guidjigaoua ein. Dieser wurde bereits im September 1901 nach Djadjidouna verlegt, um Denda direkten militärischen Schutz für den Handel zu geben. Hier wurden Kamelreiter der Fremdenlegion stationiert. Der französische Posten wurde schließlich 1915 nach Tanout verlegt, wo eine bessere Wasserversorgung gewährleistet werden konnte. Djadjidouna verlor stark an Einwohnern. Dies betraf auch eine aus Libyen eingewanderte kleine Gemeinschaft arabischer Händler, die den Transsaharahandel belebt hatte und deren Nachkommen in Tanout und vor allem in Zinder leben. Die 640 Kilometer lange Piste nach Bilma und die 219 Kilometer lange Piste zwischen den Orten Gouré und Tanout, die durch Djadjidouna führte, galten aber auch noch in den 1920er Jahren als Hauptverkehrswege in der damaligen Kolonie.

## Bevölkerung
Bei der Volkszählung 2012 hatte Djadjidouna 982 Einwohner, die in 140 Haushalten lebten. Bei der Volkszählung 2001 betrug die Einwohnerzahl 540 in 106 Haushalten und bei der Volkszählung 1988 belief sich die Einwohnerzahl auf 479 in 112 Haushalten.
Die Bevölkerungsdichte in diesem Gebiet ist mit 10 bis 20 Einwohnern je Quadratkilometer relativ gering.

## Wirtschaft und Infrastruktur
Die Siedlung liegt in einem Gebiet des Übergangs zwischen der Naturweidewirtschaft des Nordens und des Ackerbaus des Süden, was zu Landnutzungskonflikten führt. Es gibt eine Schule im Dorf.